# Alt-kody
Alt-kody (ang. Alt codes) – wszystkie znaki ze strony kodowej właściwej dla ustawionego języka klawiatury, w tym specjalne, standardowo niedostępne z klawiatury, takie jak symbole matematyczne, znaki z innych języków, symbole walut, proste znaki graficzne itp. oraz znaki sterujące.
Alt-kody różnią się między sobą w zależności od systemu operacyjnego – występują różnice między systemami takimi jak MS-DOS, Windows, OS X czy też Linux. Znaki te są dostępne poprzez przytrzymanie lewego klawisza Alt oraz wpisanie cyfrowego kodu wybranego znaku przy pomocy klawiatury numerycznej. Przykładowo, przytrzymanie klawisza Alt w Windowsie i wprowadzenie kodu 0169 generuje znak ©.
Użycie w kodzie zera wiodącego ma znaczenie, gdyż w systemie ustawiana jest wtedy inna strona kodowa, np. Alt+0135 wyświetla w wyniku znak ‡, a Alt+135 – znak ç. Ogólna zasada jest taka, że przytrzymanie wciśniętego lewego klawisza Alt i wpisanie liczby z zakresu od 0 do 255 spowoduje wstawienie znaku o tym numerze ze strony kodowej DOS-a, właściwej dla ustawionego języka klawiatury – w przypadku polskiej klawiatury będzie to znak ze strony kodowej CP852. Wpisanie zaś liczby poprzedzonej zerem spowoduje wstawienie znaku ze strony kodowej Windows, co w przypadku polskiej klawiatury będzie skutkowało użyciem strony kodowej Windows-1250. Ponadto dla kodów od 256 wzwyż nie jest wymagane poprzedzanie ich zerem, gdyż jednoznacznie odnoszą się one do strony kodowej Windows – stare strony kodowe (zwane też DOS-owymi) posiadają jedynie znaki o kodach od 0 do 255.

## Wybrane alt-kody dlastrony kodowejWindows-1250
- twarda spacja (spacja niełamiąca) Alt+0160
- polski cudzysłów apostrofowy „ ” Alt+0132 i Alt+0148 (amerykański cudzysłów jest dostępny bezpośrednio z klawiatury ”…”)
- polski cudzysłów pojedynczy , ’ Alt+0130 i Alt+0146 (amerykański cudzysłów pojedynczy jest dostępny bezpośrednio z klawiatury '…'), znak zamykający polski cudzysłów pojedynczy to apostrof
- pauza — Alt+0151
- półpauza (myślnik) – Alt+0150
- Łącznik-minus - Alt+45
- punktor • Alt+0149
- kropka środkowa · Alt+0183
- wielokropek … Alt+0133
- euro € Alt+0128
- paragraf § Alt+0167
- promil ‰ Alt+0137
- stopień ° Alt+0176
- znak mnożenia × Alt+0215
- znak dzielenia ÷ Alt+0247
- znak plus-minus ± Alt+0177
- koniec linii
  - w Microsoft Windows to ciąg dwóch znaków CRLF: Alt+013 i Alt+010
  - w komórce arkusza Microsoft Excel: Alt+↵ Enter

### znaki alfabetu niemieckiego
- Alt + 142 lub Alt + 0196 = Ä
- Alt + 132 lub Alt + 0228  = ä
- Alt + 153 lub Alt + 0214 = Ö
- Alt + 148 lub Alt + 0246 = ö
- Alt + 154 lub Alt + 0220 = Ü
- Alt + 129 lub Alt + 0252 = ü
- Alt + 225 lub Alt + 0223 = ß

### znaki diaktryczne i ligatury alfabetu francuskiego[a]
- 00C0 Alt + X = À
- 00E0 Alt + X = à
- 00C2 Alt + X = Â
- 00E2 Alt + X = â
- 00C6 Alt + X = Æ
- 00E6 Alt + X = æ
- 00C7 Alt + X = Ç
- 00E7 Alt + X = ç
- 00C9 Alt + X = É
- 00E9 Alt + X = é
- 00C8 Alt + X = È
- 00E8 Alt + X = è
- 00CA Alt + X = Ê
- 00EA Alt + X = ê
- 00CB Alt + X = Ë
- 00EB Alt + X = ë
- 00CE Alt + X = Î
- 00EE Alt + X = î
- 00CF Alt + X = Ï
- 00EF Alt + X = ï
- 00D4 Alt + X = Ô
- 00F4 Alt + X = ô
- 0152 Alt + X = Œ
- 0153 Alt + X = œ
- 00D9 Alt + X = Ù
- 00F9 Alt + X = ù
- 00DB Alt + X = Û
- 00FB Alt + X = û
- 00DC Alt + X = Ü
- 00FC Alt + X = ü
- 0178 Alt + X = Ÿ
- 00FF Alt + X = ÿ